# Lundsäckspindel
Lundsäckspindel (Clubiona lutescens) är en spindelart som beskrevs av Westring 1851. Lundsäckspindel ingår i släktet Clubiona och familjen säckspindlar. Arten är reproducerande i Sverige. Inga underarter finns listade i Catalogue of Life.